# Nierader
De nierader of vena renalis is de aderen die de bloedafvoer vanaf de nier naar de onderste holle ader (vena cava inferior) verzorgt. Doorgaans heeft iedere nier één nierader, maar boventallige nieraders komen ook voor. In de nier komen twee aders bijeen die respectievelijk het voorste en achterste deel van de nier verzorgen.
Vanwege de niet-strikt symmetrische ligging van de nieren is de linker nierader (vena renalis sinistra) langer (ca. 7,5 cm) dan de rechter (vena renalis dextra) die ca. 2,5 cm lang is. Doorgaans heeft de linker nierader vertakkingen van:
- vena suprarenalis sinistra (linker bijnierader);
- vena testicularis sinistra (linker testisader) / vena ovarica sinistra (linker eierstokader);
- vena phrenicus inferior sinistra (linker onderste middenrifader);
- vena lumbaris sinistra (2e linker onderrugader).

Aan de rechterzijde komen de respectievelijke aderen doorgaans direct in de vena cava uit.